# Simon Kulli
Simon Kulli (Pistull, 14 febbraio 1973) è un vescovo cattolico albanese, dal 15 giugno 2017 vescovo di Sapë.

## Biografia
È nato a Pistull, in Albania, il 14 febbraio 1973.

### Formazione e ministero sacerdotale
Ha frequentato il seminario interdiocesano albanese a Scutari.
Il 29 giugno 2000 è stato ordinato presbitero nella cattedrale di Scutari dall'arcivescovo Angelo Massafra: si tratta delle prime ordinazioni presbiterali in Albania dopo la fine del regime comunista.
Delegato della Caritas, alla morte del vescovo Lucjan Avgustini è stato eletto amministratore diocesano di Sapë, il 22 maggio 2016.

### Ministero episcopale
Il 15 giugno 2017 papa Francesco lo ha nominato vescovo di Sapë. Ha ricevuto l'ordinazione episcopale il successivo 14 settembre dall'arcivescovo Charles John Brown, nunzio apostolico in Albania, co-consacranti l'arcivescovo Angelo Massafra e il vescovo Dodë Gjergji.
Dal 20 febbraio 2024 è vicepresidente della Conferenza episcopale dell'Albania.

## Genealogia episcopale
La genealogia episcopale è:
- Cardinale Scipione Rebiba
- Cardinale Giulio Antonio Santori
- Cardinale Girolamo Bernerio, O.P.
- Arcivescovo Galeazzo Sanvitale
- Cardinale Ludovico Ludovisi
- Cardinale Luigi Caetani
- Cardinale Ulderico Carpegna
- Cardinale Paluzzo Paluzzi Altieri degli Albertoni
- Papa Benedetto XIII
- Papa Benedetto XIV
- Papa Clemente XIII
- Cardinale Bernardino Giraud
- Cardinale Alessandro Mattei
- Cardinale Pietro Francesco Galleffi
- Cardinale Giacomo Filippo Fransoni
- Cardinale Antonio Saverio De Luca
- Arcivescovo Gregor Leonhard Andreas von Scherr, O.S.B.
- Arcivescovo Friedrich von Schreiber
- Arcivescovo Franz Joseph von Stein
- Arcivescovo Joseph von Schork
- Vescovo Ferdinand von Schlör
- Arcivescovo Johann Jakob von Hauck
- Vescovo Ludwig Sebastian
- Cardinale Joseph Wendel
- Arcivescovo Josef Schneider
- Vescovo Josef Stangl
- Papa Benedetto XVI
- Arcivescovo Charles John Brown
- Vescovo Simon Kulli